# František Bass
František (Franta) Bass (Brno, 4 de setembre de 1930 - Auschwitz, 28 d'octubre de 1944) va ser un poeta txec d'origen jueu, víctima de l'Holocaust. Va ser un jove col·laborador del setmanari Vedem al camp de concentració de Theresienstadt (Terezín), on va romandre pres durant la Segona Guerra Mundial abans de morir a Auschwitz.

## Biografia
František Bass va néixer a Brno (Txèquia) el 1930. Als onze anys va ser deportat al camp de concentració de Theresienstadt (Terezín), amb el comboi número 149, el 12 de febrer de 1941. Les condicions a la ciutat-gueto eren molt difícils a causa de la superpoblació, la malaltia, l'escassetat d'aliments i, sobretot, el malson constant de les deportacions «cap a l'est», de les quals no hi havia retorn. Les autoritats d'autogovern jueu i un grup de presoners amb talent en el camp van intentar fer tot el possible per millorar la qualitat de vida dels nens presents. Els nens de Terezín no van poder anar a l'escola, però es van organitzar cursos de cultura, literatura i música.
A Terezín, Bass col·labora amb el setmanari Vedem fundat i dirigit per Petr Ginz. Juntament amb Hanuš Hachenburg, Bass destaca per la seva poesia. Entre els seus poemes més famosos hi ha Sóc jueu i El jardí.
Al final, František Bass és deportat, com la majoria dels seus companys, al camp de concentració d'Auschwitz, amb el comboi número 76, el darrer que va anar de Terezin al camp d'extermini. En arribar, va morir assassinat a la cambra de gas el 28 d'octubre de 1944, com ja havia passat amb Hanuš Hachenburg i Petr Ginz. Brass acabava de complir els 14 anys.

## Obra
Entre els poemes conservats més famosos, va escriure Zahrada (El jardí), que va escriure a Terezin:
| «                 | (txec) Zahrádka malá plná růží, voní cestička je úzká chlapeček prochází po ní. Chlapeček malý, hezoučký jak poupě rozkvétající až poupě rozkvete chlapeček už nebude. | (català) Petit jardí ple de roses i olors, el camí és estret i un nen petit camina per ell. Un nen, bonic com un brot de flor que floreix, quan el brot de flor floreixi el nen ja no hi serà. | » |
| — František Bass. | | |   |

## La memòria
Han sobreviscut al voltant de 700 pàgines del setmanari Vedem i, amb elles, molts dels poemes de Bass, que ara es mostren a les col·leccions del Museu Jueu de Praga. Els poemes de Brass són objecte d'estudi i publicació en volums i antologies en txec o traduïdes a nivell internacional.